# 克林頓鎮區 (北達科他州迪瓦德縣)
克林頓鎮區（英語：Clinton Township）是位於美國北達科他州迪瓦德縣的一個鎮區。

## 地方資料
克林頓鎮區的面積為93.36平方千米，當中陸地面積為91.78平方千米，而水域面積為1.58平方千米。根據2020年美國人口普查的數據，當地共有人口8人，而人口密度為每平方千米0.09人。